# Silgonda rugipes
Silgonda rugipes là một loài bọ cánh cứng trong họ Cerambycidae.